# Dyskietka

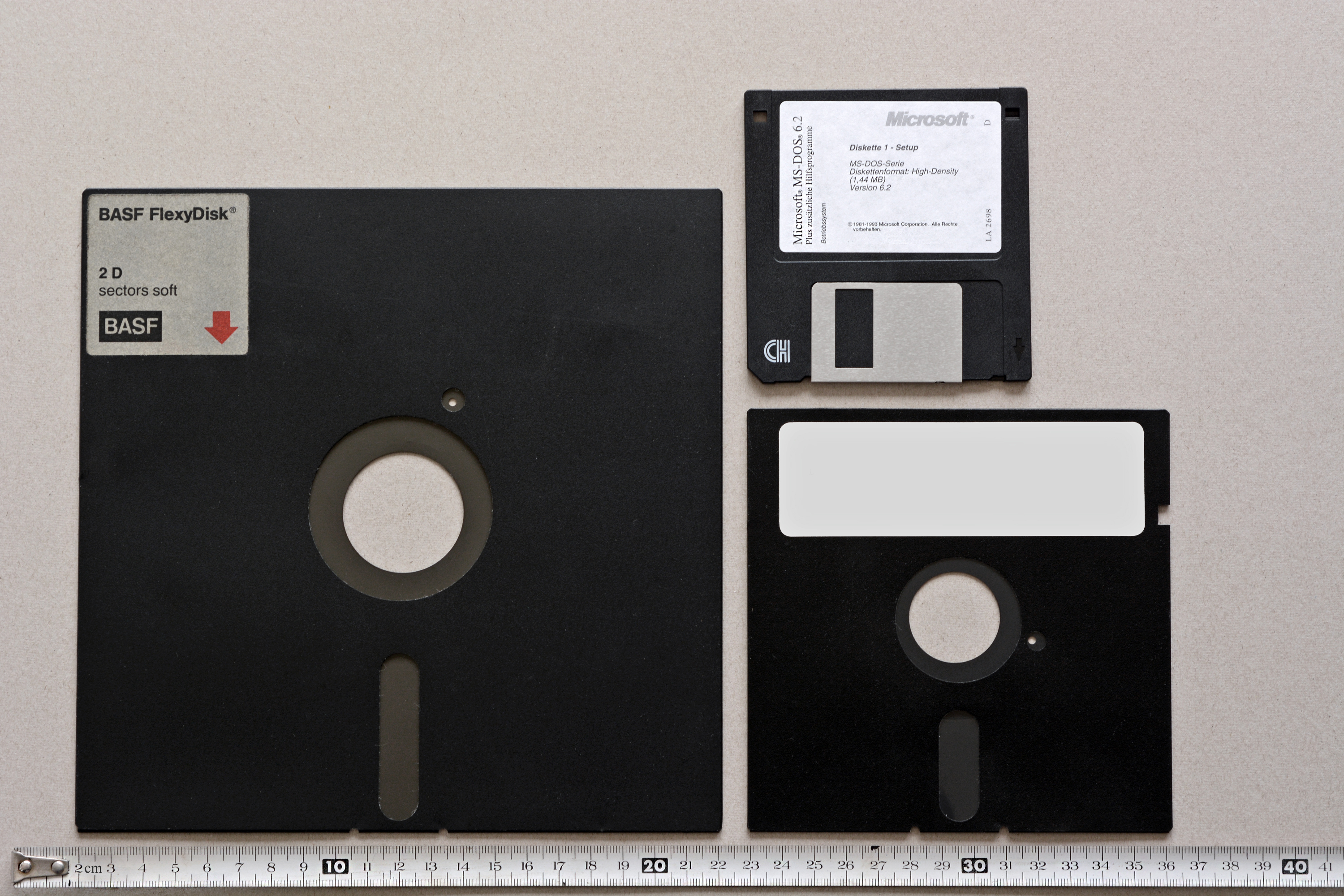
Dyskietki 8, 5¼, 3½ cala

Dyskietka, inaczej dysk miękki (ang. floppy disk) – dysk wymienny, przenośny nośnik magnetyczny o niewielkiej pojemności, umożliwiający zarówno odczyt, jak i zapis danych. Nośnikiem danych jest wirujący krążek z wytrzymałego tworzywa sztucznego (najczęściej mylaru – politereftalanu etylenu w postaci cienkiej folii) pokryty warstwą magnetyczną. Średnica krążka oraz ilość możliwych do zapisania danych stanowią podstawowe parametry dyskietki.
Polska nazwa dyskietka została prawdopodobnie zaproponowana przez Jana Bieleckiego. Niektórzy (m.in. autorzy książki o komputerze Elwro 800 Junior) uważali, że bardziej poprawną formą jest dysketka z racji tego, że jest to słowo z języka francuskiego.
W drugiej dekadzie XXI wieku dyskietki zostały niemal całkowicie wyparte przez pamięci USB i pamięci flash, które cechują jeszcze mniejsze rozmiary i znacznie większa pojemność. Dyskietki nadal są wykorzystywane przez niektóre siły zbrojne oraz powszechnie w starszych maszynach przemysłowych jak obrabiarki CNC, maszyny hafciarskie itp.

## Historia
| Format dyskietki | Rok        | Pojemność |
| --- | ---------- | --- |
| 8 cali IBM 23FD (tylko do odczytu) | 1971       | 79,75 kB |
| 8 cali Memorex 650 | 1972       | 175 kB |
| 8 cali SSSD IBM 33FD/Shugart 901 | 1973       | 237,25 kB |
| 8 cali DSSD IBM 43FD/Shugart 850 | 1976       | 500,5 kB |
| 5¼ cala (35 ścieżek) Shugart SA | 1976       | 87,5 kB |
| 8 cali DSDD IBM 53FD / Shugart 850 | 1977       | 985-1212 kB (zależnie od rozmiaru sektora)                                                                                  |
| 5¼ cala DD | 1978       | 360 lub 800 kB |
| 5¼ cala Apple Disk II (Pre-DOS 3.3) | 1978       | 113,75 kB (256 bajtów na sektor, 13 sektorów na ścieżkę, 35 ścieżek)                                                        |
| 5¼ cala Atari DOS 2.0S | 1979       | 90 kB (128 bajtów na sektor, 18 sektorów na ścieżkę, 40 ścieżek)                                                            |
| 5¼ cala Apple Disk II (DOS 3.3) | 1980       | 140 kB (256 bajtów na sektor, 16 sektorów na ścieżkę, 35 ścieżek)                                                           |
| 3½ cala HP single sided | 1982       | 256×16×70 = 280 kB |
| 3 cale | 1982       | 360 kB |
| 5¼ cala RX50 (SSQD)circa | około 1982 | 400 kB |
| 5¼ cala HD | 1982       | 1200 kB |
| 5¼ cala Atari DOS 3 | 1983       | 127 kB (128 bajtów na sektor, 26 sektorów na ścieżkę, 40 ścieżek)                                                           |
| 3½ cala SS (DD at release) | 1983       | 360 kB (400 dla Macintosha)                                                                                                 |
| 3½ cala DS DD | 1984       | 720 kB (800 dla Macintosha, 880 dla Amigi)                                                                                  |
| 5¼ cala QD |            | 720 kB |
| 3 cale DD | 1984       | 720 kB |
| 3 cale Mitsumi Quick Disk | 1985       | 128 do 256 kB |
| 2½ cala Sharp CE-1600F, CE-140F (chassis: FDU-250, medium: CE-1650F) | 1986       | turnable diskette with 62,464 bytes per side (512 bajtów na sektor, 8 sektorów na ścieżkę, 16 ścieżek, GCR (4/5) recording) |
| 5¼ cala Perpendicular | 1986       | 10 MB |
| 3½ cala HD | 1986       | 1440 kB (1760 kB dla Amigi)                                                                                                 |
| 3½ cala ED | 1987       | 2880 kB |
| 5¼ cala Apple Disk II (Roland Gustafsson’s RWTS18) | 1988       | 157 kB (768 bajtów na sektor, 6 sektorów na ścieżkę, 35 ścieżek)                                                            |
| 3½ cala Floptical (LS) | 1991       | 20 385 kB |
| 3½ cala Superdisk (LS-120) | 1996       | 120,375 MB |
| 3½ cala Superdisk (LS-240) | 1997       | 240,75 MB |
| 3½ cala HiFD | 1998/99    | 150/200 MB |
| Uwagi: Dla pojemności dyskietek przyjęto, 1 MB ≡ 1024 kB. 1) bardzo rozpowszechnione były programy do formatowania na 800 lub 820 kB; 2) także oznaczane jako „HD” DD = Double Density (podwójnej gęstości) QD = Quad Density (poczwórnej gęstości) HD = High Density (wysokiej gęstości) ED = Extra High Density (ekstra wysokiej gęstości) LS = Laser Servo HiFD = High capacity Floppy Disk SS = Single Sided DS = Double Sided |            | |

Jako pierwsze pojawiły się dyskietki 8-calowe. Następnie zaczęto stosować dyskietki 5¼-cala o pojemności 360 kB (DD – podwójna gęstość; bardzo często ówczesne napędy potrafiły formatować na 180 kB lub nawet mniej), a następnie 1,2 MB (HD – wysoka gęstość; istniały programy, które potrafiły formatować je na 1,4 lub nawet 1,6 MB). Miały miękką obudowę, nie było zamknięcia otworu odczytu – należało je przechowywać w papierowych kopertach. Miały jednak tę zaletę, że po wycięciu otworu zezwalającego na zapis można było używać obu ich stron w napędach jednostronnych. Zabezpieczenie przed zapisem polegało na zaklejeniu nieprzezroczystym kawałkiem taśmy samoprzylepnej wycięcia z boku dyskietki. Mniej popularne były inne dyskietki – 3-calowe stosowane w komputerach firmy Amstrad i 2,5-calowe w pierwszych komputerach przenośnych.
W komputerach klasy PC do niedawna najpowszechniej używane były dyskietki 3,5-calowe HD (High Density) o pojemności 1,44 MB (megabajt był tutaj jednostką mieszaną – 1000×1024, a dyskietki te miały pojemność 1440 kB), na których można było zapisać do 1,37 MB danych. Dyskietka taka składa się z twardej plastikowej obudowy z otworem dostępowym do nośnika zasuwanym sprężynowo metalową (później plastikową) zasuwką. Konstrukcja ta powstała z wcześniej używanych dyskietek identycznej budowy mechanicznej DD (Double Density) o pojemności 720 kB, powszechnie używanych w komputerach klasy Amiga (komputer ten stosuje system plików pozwalający na zapis 880 kB, modele wyposażone w stacje HD zapisują na dyskietkach 1,76 MB) oraz Atari ST (dyskietki DD mogą mieć 946 176 bajtów oraz format zgodny z PC, natomiast HD może mieć maksymalną pojemność 1 892 352 bajtów). Rozwinięciem tej konstrukcji jest standard dyskietek ED (Extra Density) 2,88 MB (dla Atari ST dostępne były napędy ED zapewniające odpowiednio większe pojemności), ale nie przyjął się, m.in. z powodu konkurencji ze znacznie bardziej pojemnymi dyskietkami napędów typu ZIP czy JAZ. Powodów nieprzyjęcia ED mogło być więcej – m.in. w momencie wdrożenia do produkcji stacje dyskietek 1,44 były już bardzo popularne, natomiast ówczesne kontrolery dyskietek obsługiwały przepustowość ok. 500 kb/s. Stacja dyskietek 2,88 wymaga 1 Mb/s, co oznaczałoby konieczność zakupu/instalacji nowych kontrolerów. Z racji małej popularności cena dyskietki też była kilkukrotnie (a nie np. dwukrotnie) wyższa. Z powodu ceny dyskietek i kosztów kontrolerów, stacji powstawało „błędne koło” – mała popularność. Zachowana jest za to kompatybilność wsteczna.
Niektóre programy wymagały bardzo wielu dyskietek, przykładowo na kompletną wersję oprogramowania opisanego jako „Tax” w pewnym momencie składało się 58 dyskietek. Jedna z wersji Slackware Linux wymagała 33 dyskietek. Niektórzy twierdzą, że na życzenie jednego z klientów posiadającego dość mocny, ale stary komputer, dostarczono system operacyjny Windows XP na ponad 250 dyskietkach.
Współcześnie dyskietki wyszły z powszechnego użycia, jednakże są jeszcze dalej produkowane w niewielkich ilościach. Używane są przeważnie w starszych komputerach typu PC, Apple Macintosh, Amiga i Atari. Z uwagi na niewielką pojemność, zostały wyparte przez nowocześniejsze nośniki pamięci, takie jak płyty CD, DVD oraz ich odpowiedniki wielokrotnego zapisu, przenośne dyski twarde, pamięć półprzewodnikową typu flash, wbudowaną w karty pamięci, a także pamięci USB (pendrive) oraz odtwarzacze MP3. Obecnie stacje dyskietek nie są już montowane w laptopach ani w stacjonarnych komputerach osobistych. W komputerach Macintosh zaprzestano montowania stacji dysków już w 1998, od modelu iMac.
Istnieją też zewnętrzne urządzenia do odczytu dyskietek podłączane kablem do komputera, zazwyczaj przez port USB.
Współczesne urządzenia do masowego kopiowania dyskietek czy robienia kopii dyskietek na dysku twardym nie wymagają wielu stacji dyskietek.

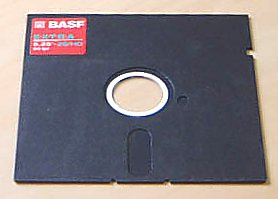
Dyskietka 5,25 cala
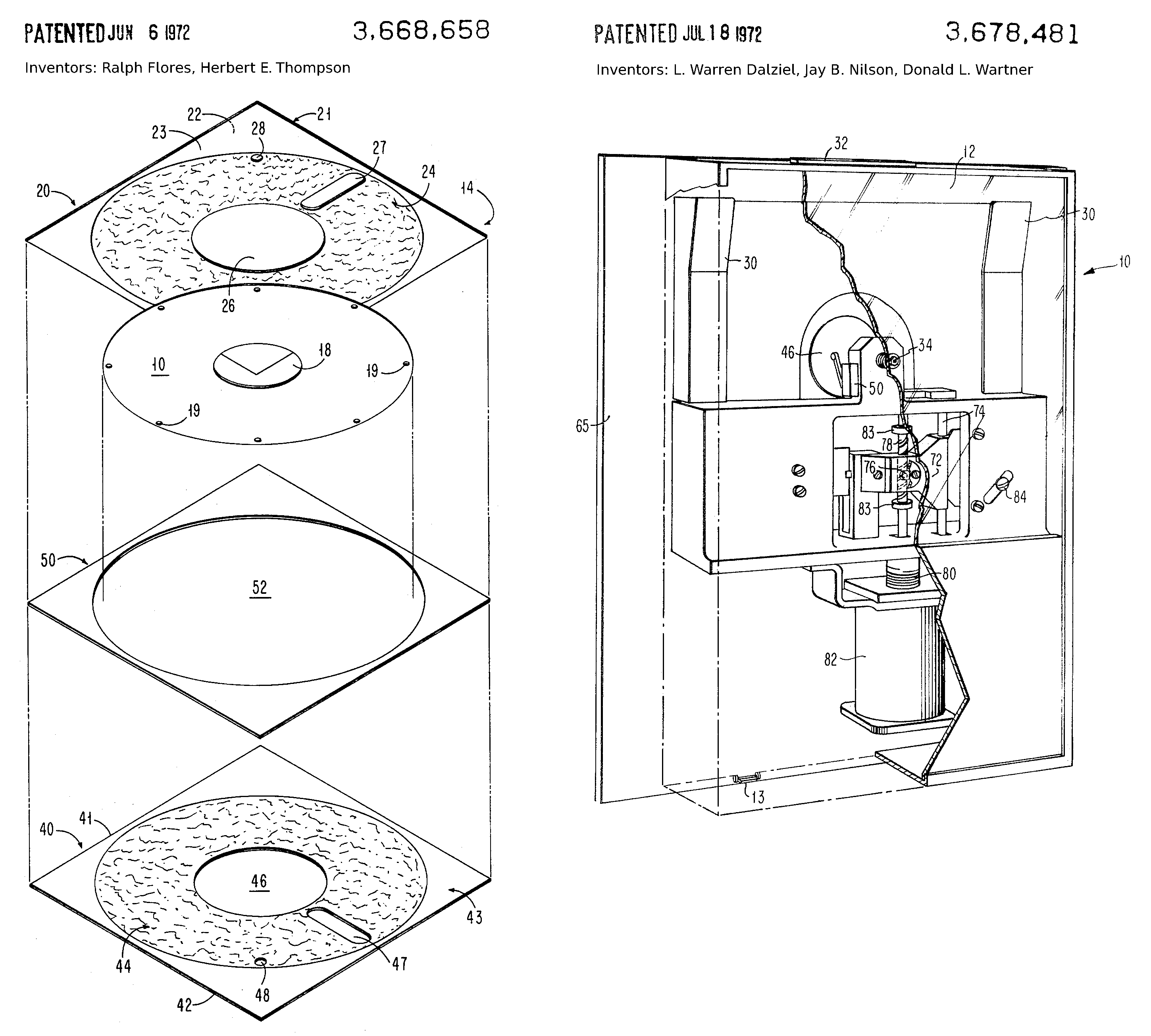
Patent z 6 czerwca 1972
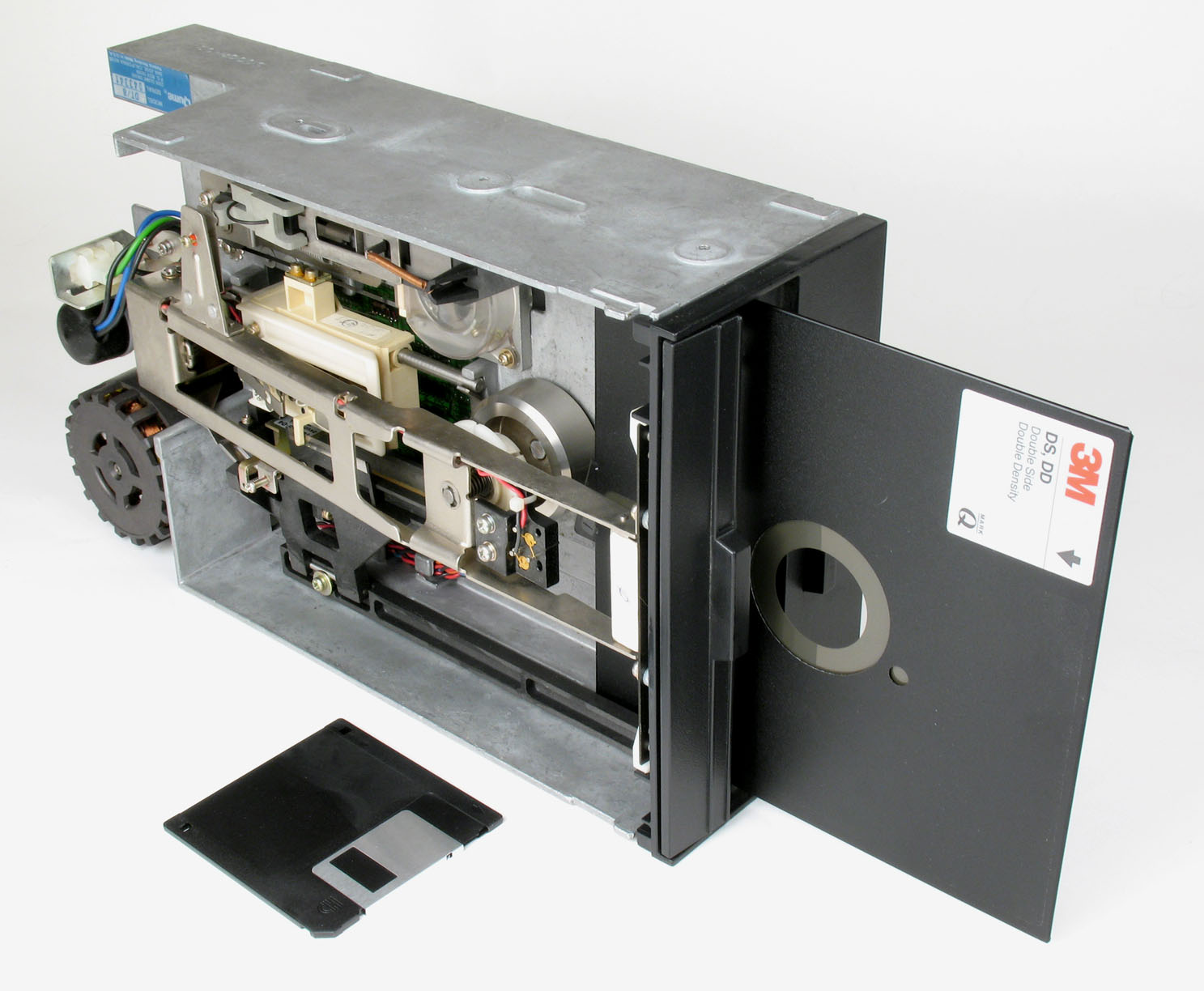
Porównanie stacji dyskietek i dyskietki 8 cali z dyskietką 3,5 cala

### Zakończenie produkcji
Firma Sony produkowała 3,5-calowe dyskietki od 1981, a ich rekordową sprzedaż zanotowała w 2002, gdy nabywców znalazło ponad 47 mln sztuk. Od tamtego czasu sprzedaż malała, aż do wielkości 12 mln dyskietek w 2009. W tym samym roku Sony zaprzestała produkcji napędów do tego typu nośników. Oceniano wówczas, że z magnetycznych nośników danych korzystają jeszcze użytkownicy przestarzałego sprzętu w środowisku akademickim oraz w oświacie.
Firma Verbatim w 2009 roku nadal produkowała 3,5-calowe dyskietki, oceniając popyt w tym czasie na 50 milionów sztuk rocznie. Badania firmy wskazywały, że ten rodzaj pamięci przenośnej wciąż był wymagany przez użytkowników sprzętu starego typu, jak instrumenty klawiszowe czy maszyny przemysłowe. Dyskietki były też wykorzystywane w samolotach starszego typu, np. Boeing 737. Istniały aparaty fotograficzne wykorzystujące dyskietki (zamiast lub obok kart pamięci), np. dyskietki 3,5, Sony FD Mavica MVC-FD97. Firma prognozowała utrzymanie się popytu na dyskietki 3,5-calowe na stałym poziomie jeszcze przez pewien czas.
W 2009 zaprzestały produkcji dyskietek firmy Hitachi Maxell i Mitsubishi Kagaku Media. W kwietniu 2010 firma Sony, jedna z największych spośród producentów dyskietek magnetycznych, zaczęła wycofywać je z rynku i ogłosiła zakończenie sprzedaży dyskietek na rynku japońskim w przyszłym roku. Przed 2010 sprzedaży dyskietek zaprzestano już w wielu krajach, a na początku 2011 dyskietki Sony zniknęły ostatecznie z rynku japońskiego. Przedstawiciele koncernu uzasadniali decyzję spadkiem zapotrzebowania.
Co najmniej w 2011 roku produkowano jeszcze dyskietki 3,5 DD, z racji wykorzystywania ich w maszynach przemysłowych (często nie obsługują one formatu HD lub nie potrzebują z racji wielkości plików). Dodatkowo w teorii takie dyskietki mogą być bardziej trwałe i lepsze do namagnesowania przez stację dyskietek DD od dyskietek HD..
Nadal jednak istnieją firmy (jak Athana), które są w stanie wyprodukować dyskietki na zamówienie lub wydać gry czy inne programy na dyskietkach (popularnych – od 8 cali przez 5,25 do 3,5). Poza tym zajmują się sprzedażą detaliczną dyskietek i taśm do komputerów (jak np. Odra czy Riad).
W lipcu 2024 roku japońskie urzędy państwowe, które do tej pory wymagały dostarczania dokumentów w formie elektronicznej na dyskietkach, zrezygnowały z tego nośnika. 

### Możliwości odczytu w nowszych urządzeniach
Dyskietkę można odczytać (za pomocą np. stacji na USB) w smartfonie i w popularnych, współczesnych systemach operacyjnych – np. smartfon czy tablet z Androidem (wymaga OTG).
Istnieją projekty stacji (a właściwie przelotki) USB – 5,25 cala.

## Budowa dyskietki

Budowa dyskietki
1. Otwór rozpoznawania typu dyskietki, obecność oznacza dyskietkę HD (1,44 MB), brak dyskietkę DD (720 kB).
2. Talerzyk obracający dyskietką
3. Ruchoma osłonka nośnika
4. Obudowa, z prawej strony u dołu ścięcie uniemożliwiające włożenie dyskietki odwrotnie
5. Włóknina zapobiegająca ocieraniu nośnika o obudowę i czyszcząca nośnik
6. Nośnik
7. Rozmieszczenie ścieżek i sektorów na nośniku.
Z lewej strony u góry widoczny otwór blokady zapisu (zasłonięty – zapis dozwolony).

### Dyskietka 5¼ cala

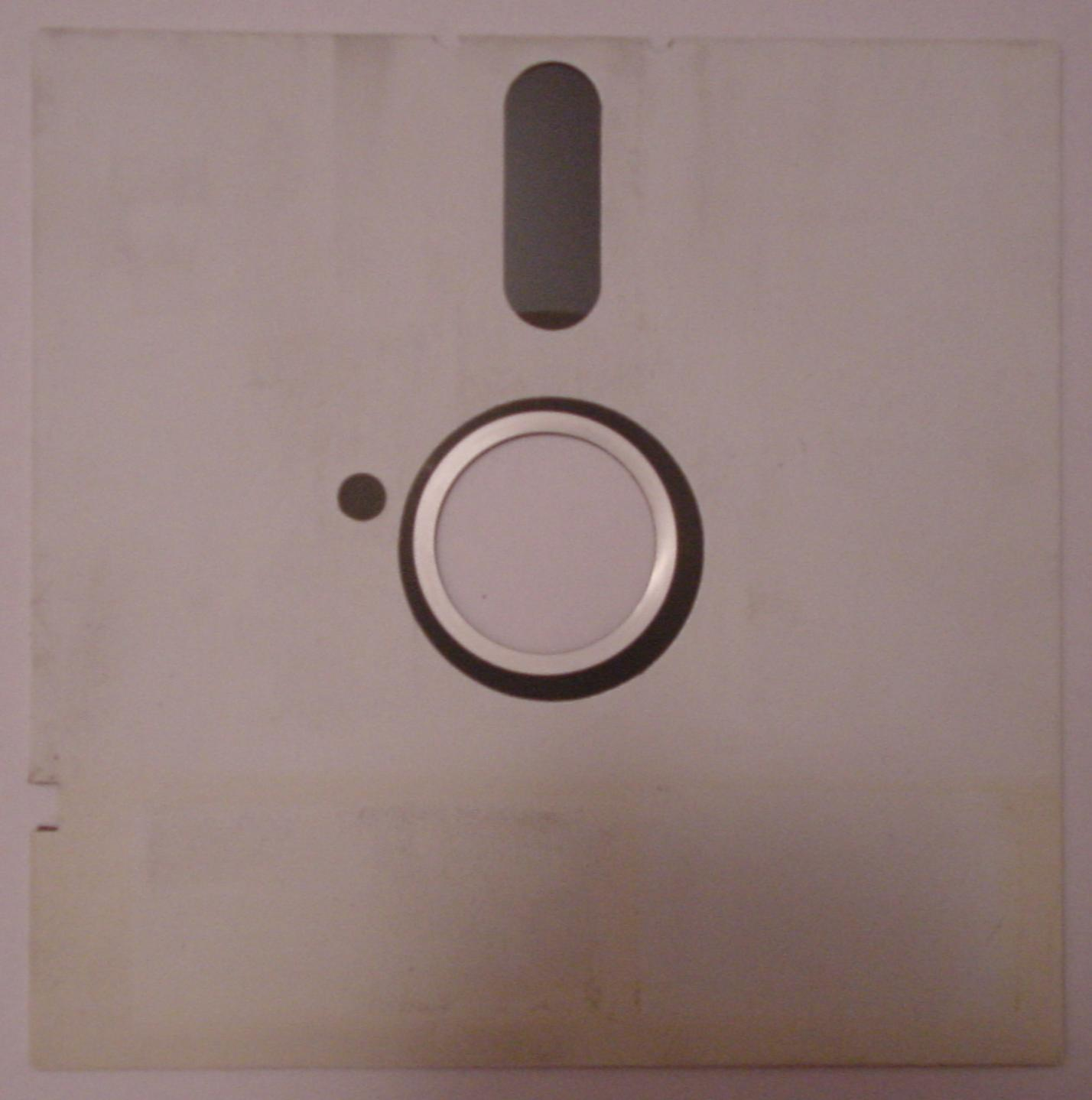
Dyskietka 5,25 cala
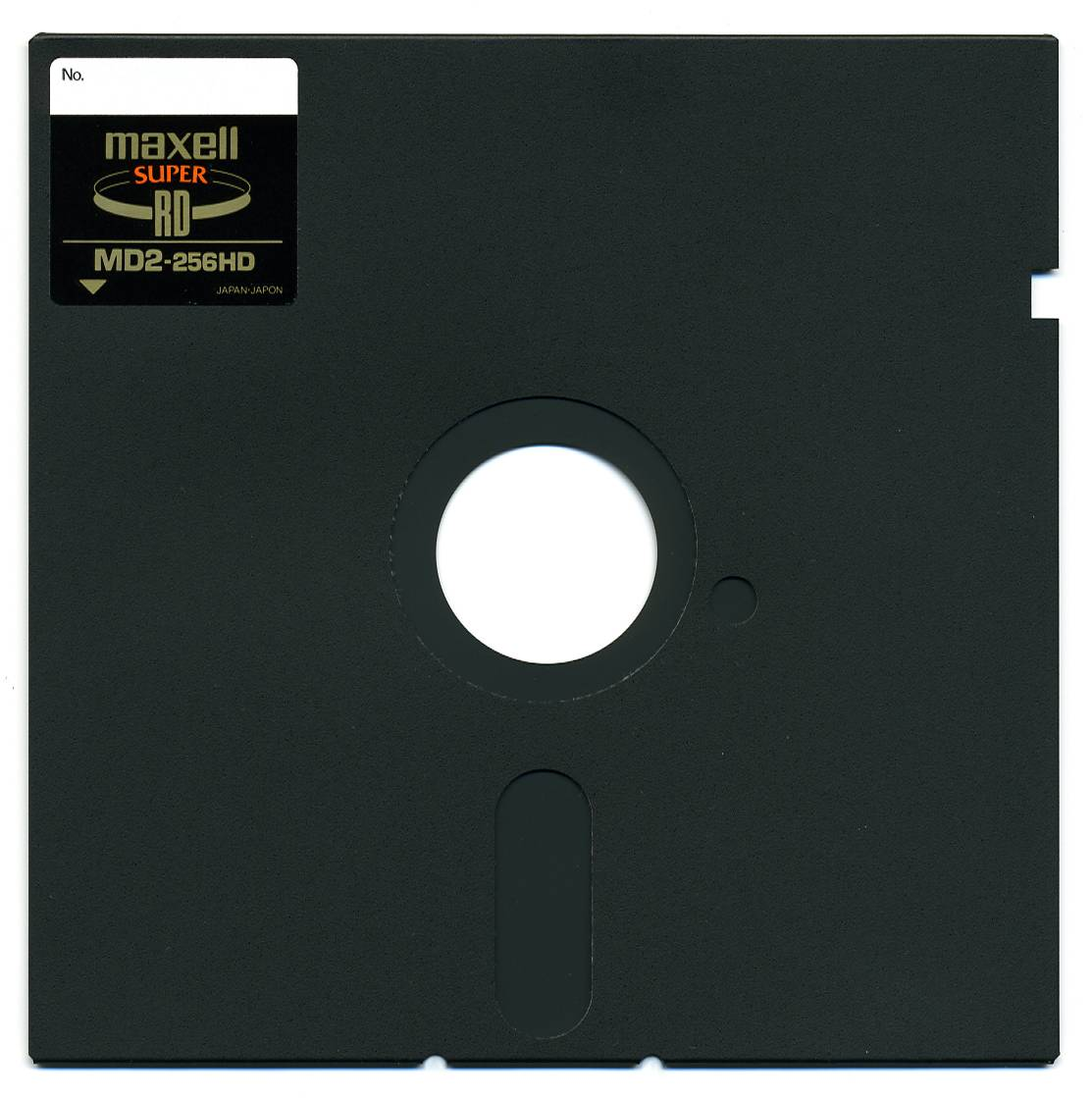
Awers
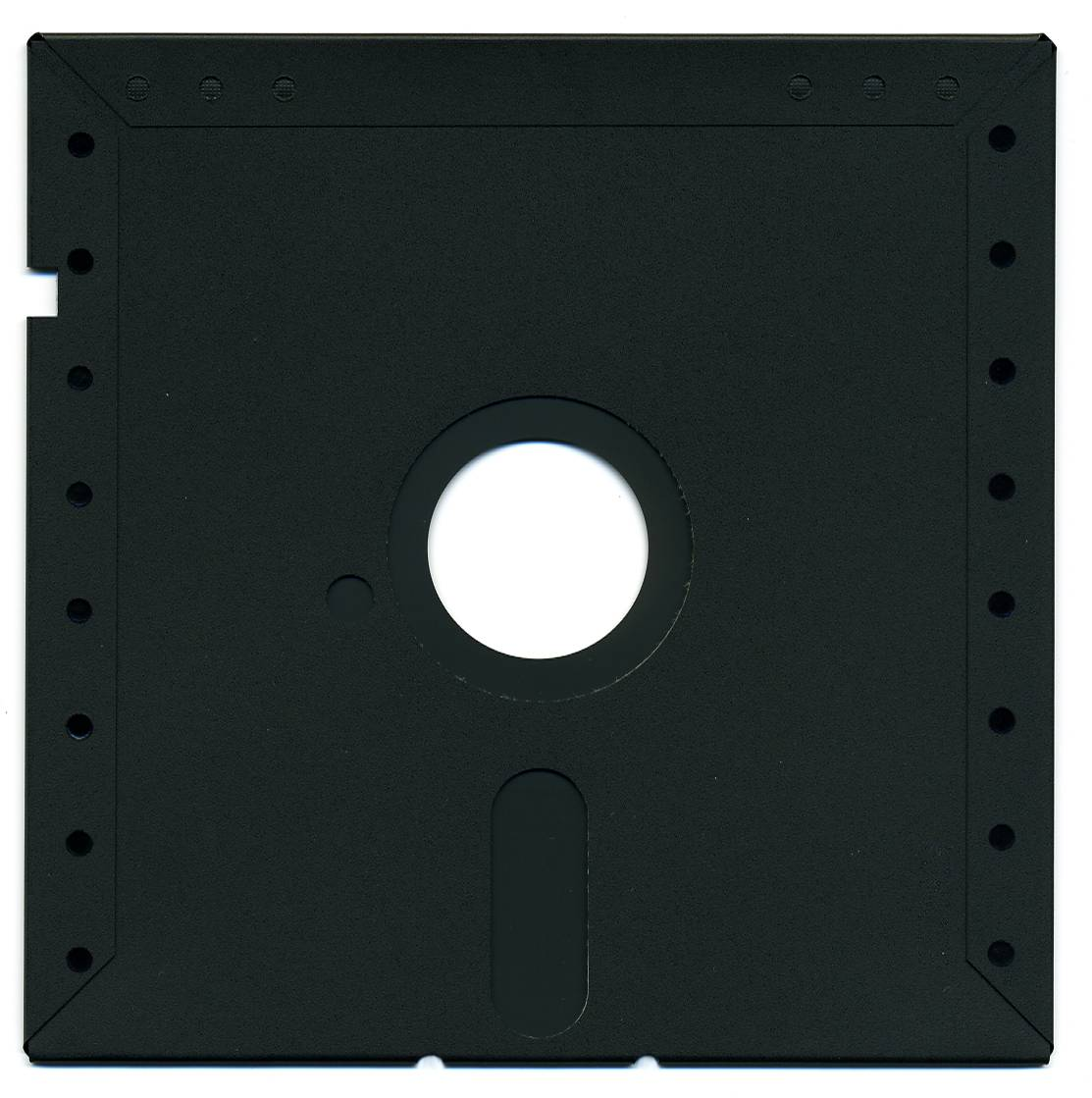
Rewers

### Dyskietka 3½ cala

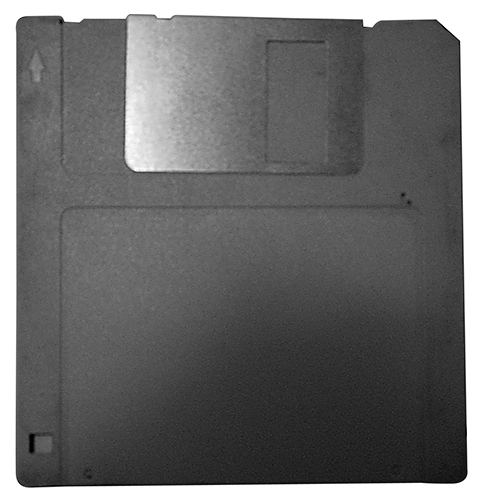
Dyskietka 3,5 cala
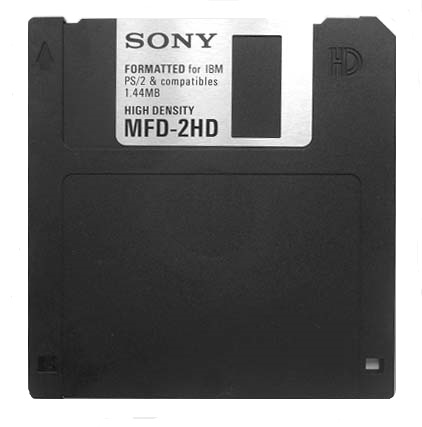
Awers
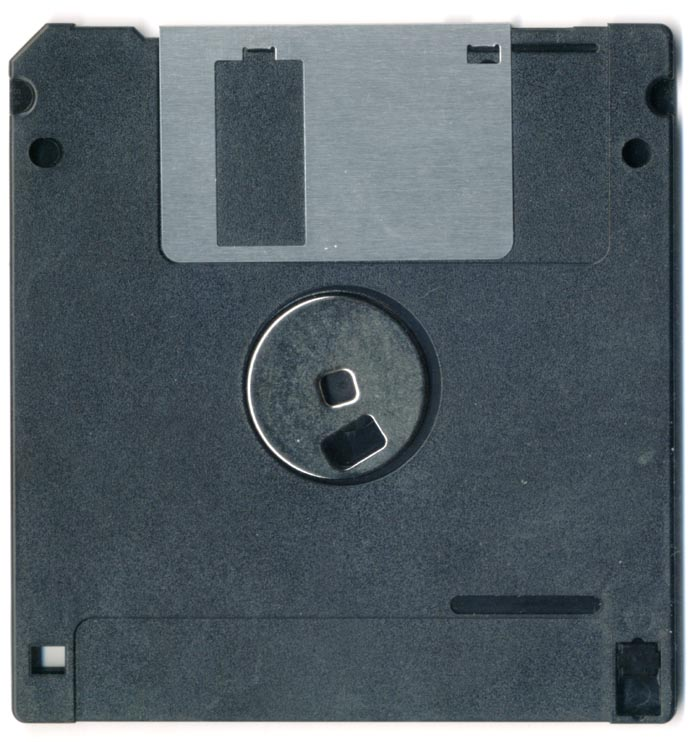
Rewers

### Inne dyskietki

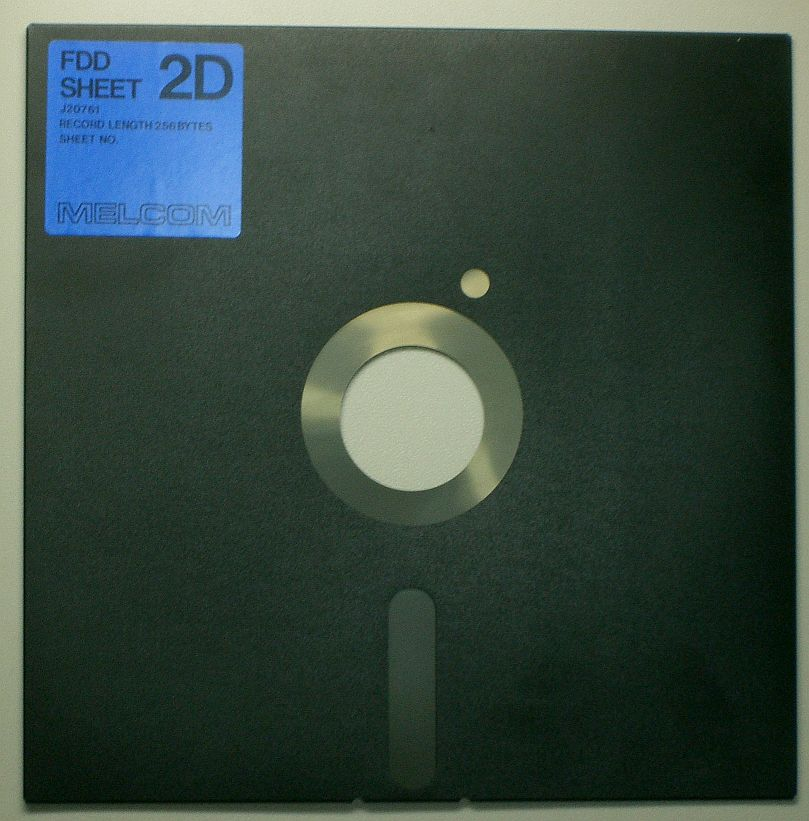
Dyskietka 8-calowa
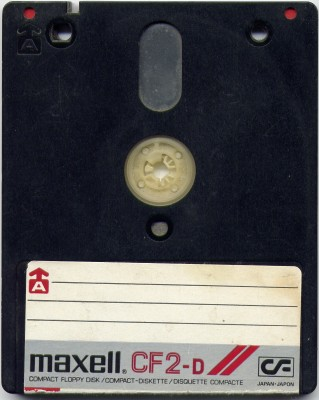
Dyskietka 3-calowa

## Organizacja danych

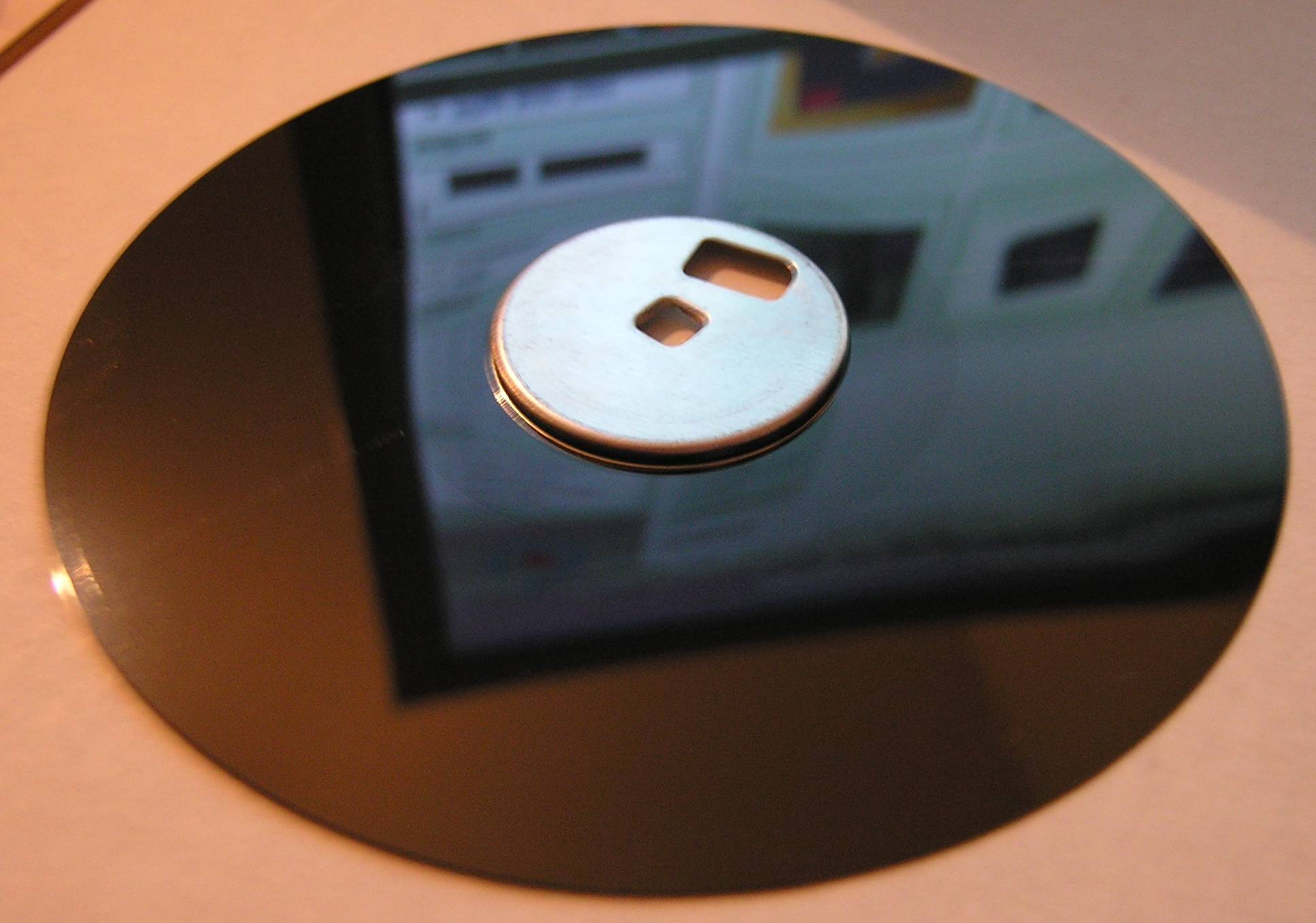
Dyskietka 3,5 cala po wyjęciu z obudowy

Najmniejszą fizyczną ilością danych jaką można zapisać i odczytać z dyskietki jest sektor. Jego pojemność informacyjna wynosi w większości systemów plików 512 bajtów. Przed każdym sektorem zapisywane są dane synchronizacyjne i informacyjne oraz suma kontrolna. Informacje te są niedostępne dla użytkownika – wykorzystywane są przez kontroler dysku oraz mechanizmy korekcji błędów.
Logiczną jednostką zapisu danych na dyskietkach jest klaster (ang. cluster), zwany także czasami JAP, czyli Jednostką Alokacji Pliku. W odróżnieniu od dysków twardych, na dyskietce klaster ograniczony jest do maksymalnie dwóch sektorów (1024 bajty), aczkolwiek istniały programy pozwalające obejść to ograniczenie.
Cały nośnik podzielony jest na ścieżki (ang. track), których liczba zależy od formatu i zazwyczaj wynosi 40 lub 80, choć niektóre napędy umożliwiały zapisane kilka ścieżek ponad standard (komputery zgodne z Atari ST zapisują do 83 ścieżek). Ścieżka, w zależności od typu dysku, może składać się z 8 lub nawet 36 sektorów. Dla przykładu dyskietka w gęstości HD zgodna z MS/DR-DOS zawiera 18 sektorów na ścieżce. Każda ścieżka składa się z dodatkowych znaczników, które oznaczają początek (BOT) i koniec ścieżki (EOT).
Dyskietki wymagają procesu zwanego formatowaniem nośnika. Podczas formatowania powierzchnia nośnika zostaje podzielona na ścieżki i sektory poprzez zapisanie na niej przebiegu synchronizującego, danych informacyjnych oraz testowych danych w sektorach. Dane te są wykorzystywane do sprawdzenia poprawności formatowania. Zapisywane są też dane systemowe. Pełne formatowane wiąże się z utratą danych.

### Dyskietka z wbudowaną kartą pamięci
Z racji wykorzystywania dyskietek w niektórych kamerach Sony Mavica jako nośnika danych, opracowano adapter umożliwiający wykorzystanie kart pamięci Memory Stick. Adapter o wymiarach dyskietki, zasilany bateryjnie, można było wykorzystać też w komputerach. Wymagało to zainstalowania sterowników, ale pozwalało na odczytywanie danych bez użycia czytnika kart pamięci. Istnieje także możliwość włożenia karty SD do dyskietki 3,5″ i po odpowiednim odgięciu styków złącza kabla stacji dyskietek 5.25 cala, użycie go wraz z czytnikiem kart SD na magistrali USB (elementy umieszczone w obudowie stacji dyskietek 3.5 cala) z niej jako „dyskietki” o dużej pojemności.